# Leichtathletik-Weltmeisterschaften 2003/400 m Hürden der Frauen

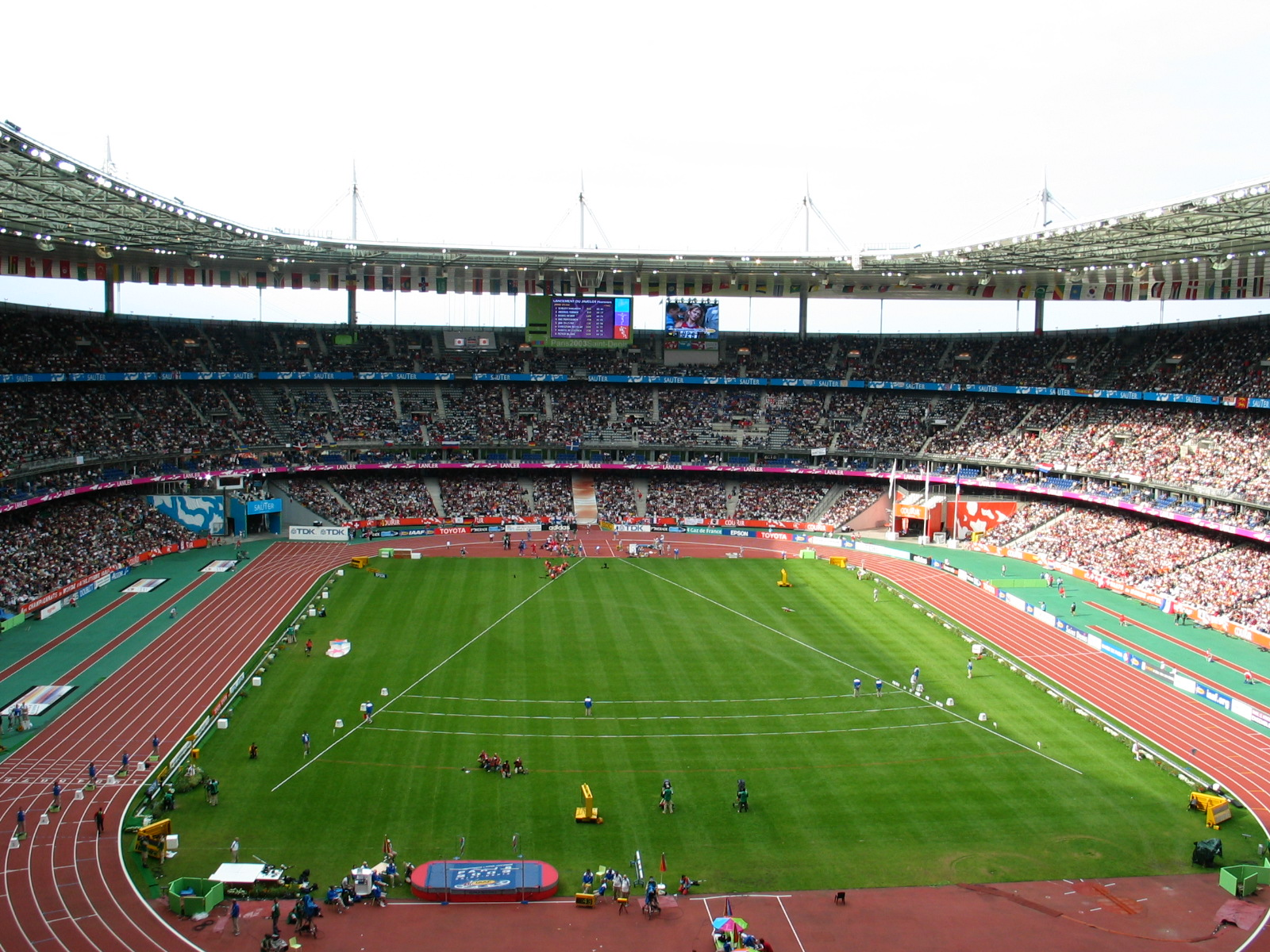
Stade de France in Paris/Saint-Denis am Schlusstag der Leichtathletik-Weltmeisterschaften

Der 400-Meter-Hürdenlauf der Frauen bei den Leichtathletik-Weltmeisterschaften 2003 wurde vom 24. bis 28. August 2003 im Stade de France der französischen Stadt Saint-Denis unmittelbar bei Paris ausgetragen.
Weltmeisterin wurde die Australierin Jana Pittman, später auch Jana Pittman-Rawlinson.

Auf den zweiten Platz kam die US-Amerikanerin Sandra Glover. Sie war allerdings zusammen mit drei anderen US-Athleten im Juni 2003 bei den Ausscheidungskämpfen für diese Weltmeisterschaften positiv auf Modafinil getestet worden und mit einer Verwarnung davongekommen. Eine Sperre wurde nicht ausgesprochen mit der Begründung, es handele sich jeweils um Ersttäterschaften, was allerdings im Kampf gegen Doping sehr kritisch gesehen wurde. Eigentlich wäre eine Sperre durchaus gerechtfertigt gewesen mit der Konsequenz, dass Sandra Glover hier nicht hätte starten dürfen.

Bronze ging an die russische Vizeweltmeisterin von 2001 und Weltrekordinhaberin Julija Petschonkina, die 2001 außerdem WM-Bronze mit der 4-mal-400-Meter-Staffel ihres Landes gewonnen hatte. Hier in Paris errang sie als Mitglied dieser Staffel am Schlusstag die Silbermedaille. Auch gegen sie gab es später bei Nachtests der Resultate von den Weltmeisterschaften 2005 deutliche Verdachtsmomente, gegen die Antidopingregeln verstoßen zu haben. Diese Erkenntnisse blieben jedoch folgenlos für Julija Petschonkina und hätten auf das Resultat bei diesen Weltmeisterschaften ohnehin keine Auswirkungen gehabt.

## Bestehende Rekorde
| Weltrekord               | 52,34 s | Julija Petschonkina | Tula, Russland                | 8. August 2003  |
| Weltmeisterschaftsrekord | 52,61 s | Kim Batten          | WM 1995 in Göteborg, Schweden | 11. August 1995 |

Der bestehende WM-Rekord wurde bei diesen Weltmeisterschaften nicht eingestellt und nicht verbessert.

## Vorrunde
Die Vorrunde wurde in vier Läufen durchgeführt. Die ersten drei Athletinnen pro Lauf – hellblau unterlegt – sowie die darüber hinaus vier zeitschnellsten Läuferinnen – hellgrün unterlegt – qualifizierten sich für das Halbfinale.

### Vorlauf 1
24. August 2003, 10:00 Uhr
| Platz | Name                           | Nation     | Zeit    |
| ----- | ------------------------------ | ---------- | ------- |
| 1     | Julija Petschonkina            | Russland   | 54,01 s |
| 2     | Tetjana Tereschtschuk-Antipowa | Ukraine    | 55,28 s |
| 3     | Joanna Hayes                   | USA        | 56,10 s |
| 4     | Androula Sialou                | Zypern     | 56,11 s |
| 5     | Rebecca Wardell                | Neuseeland | 56,51 s |
| 6     | Monika Niederstätter           | Italien    | 56,62 s |
| 7     | Salhate Djamaldine             | Komoren    | 58,91 s |

### Vorlauf 2
24. August 2003, 10:07 Uhr
| Platz | Name             | Nation         | Zeit        |
| ----- | ---------------- | -------------- | ----------- |
| 1     | Surita Febbraio  | Südafrika      | 055,41 s    |
| 2     | Heike Meißner    | Deutschland    | 055,80 s    |
| 3     | Natalya Torshina | Kasachstan     | 055,86 s    |
| 4     | Tasha Danvers    | Großbritannien | 056,02 s    |
| 5     | Andrea Blackett  | Barbados       | 056,05 s    |
| 6     | Mame Tacko Diouf | Senegal        | 056,22 s    |
| 7     | Jessica Miller   | Uruguay        | 1:01,03 min |
| 8     | Diala El Chab    | Libanon        | 1:02,90 min |

### Vorlauf 3

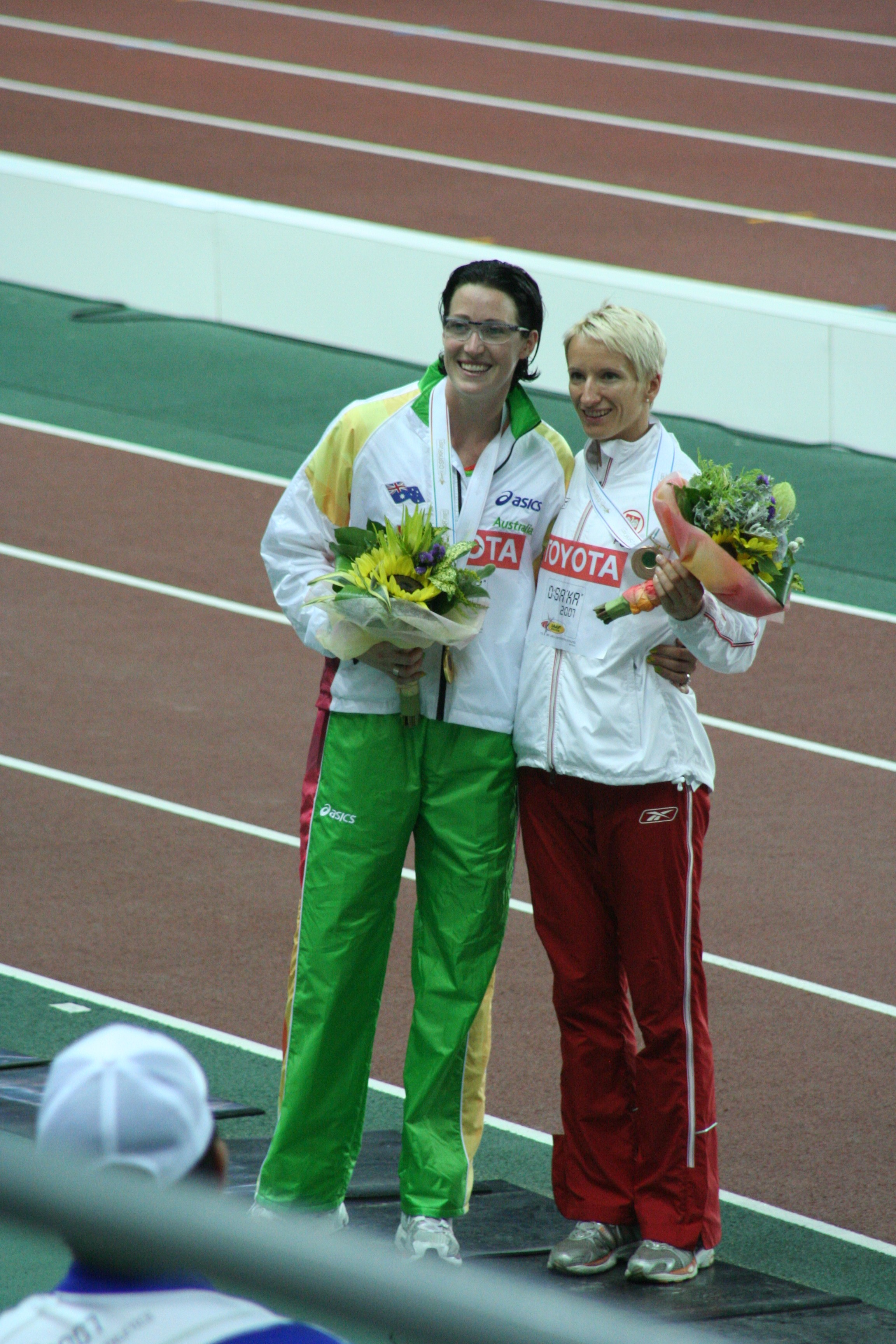
Anna Jesień (rechts) verfehlte die Qualifikation für die nächste Runde um einen Rang

24. August 2003, 10:14 Uhr
| Platz | Name            | Nation      | Zeit        |
| ----- | --------------- | ----------- | ----------- |
| 1     | Jana Pittman    | Australien  | 054,80 s    |
| 2     | Raasin McIntosh | USA         | 055,53 s    |
| 3     | Stephanie Kampf | Deutschland | 055,79 s    |
| 4     | Anna Jesień     | Polen       | 056,07 s    |
| 5     | Ieva Zunda      | Lettland    | 056,87 s    |
| 6     | Velveth Moreno  | Panama      | 1:03,55 min |
| DNF   | Yvonne Harrison | Puerto Rico |             |

### Vorlauf 4
24. August 2003, 10:21 Uhr
| Platz | Name             | Nation       | Zeit        |
| ----- | ---------------- | ------------ | ----------- |
| 1     | Sandra Glover    | USA          | 054,48 s    |
| 2     | Ionela Târlea    | Rumänien     | 054,98 s    |
| 3     | Małgorzata Pskit | Polen        | 055,18 s    |
| 4     | Allison Beckford | Jamaika      | 055,75 s    |
| 5     | Cora Olivero     | Spanien      | 055,95 s    |
| 6     | Makiko Yoshida   | Japan        | 057,08 s    |
| 7     | Aïssata Soulama  | Burkina Faso | 1:01,86 min |

## Halbfinale
Aus den beiden Halbfinalläufen qualifizierten sich die jeweils ersten vier Athletinnen – hellblau unterlegt – für das Finale.

### Halbfinallauf 1

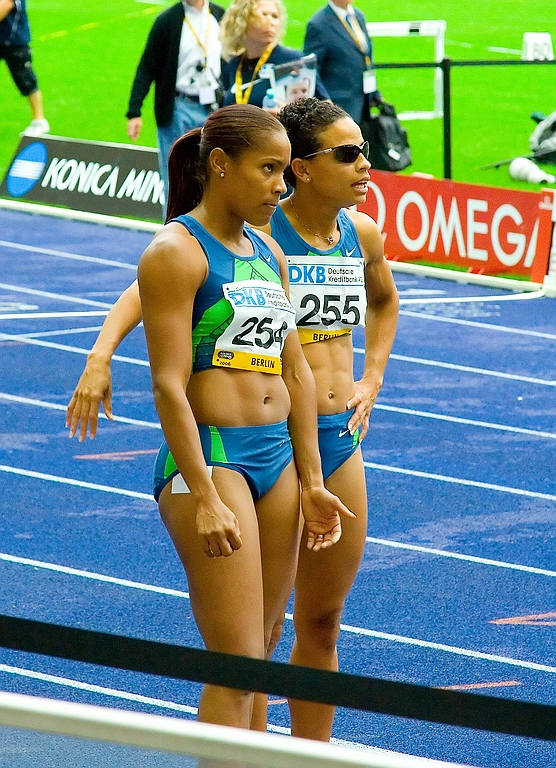
Joanna Hayes (rechts) erreichte als Sechste ihres Halbfinallaufs nicht das Finale
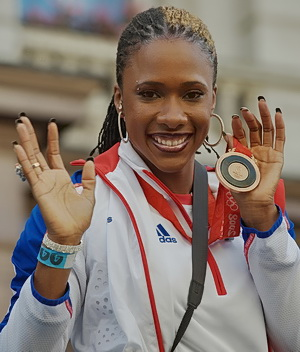
Tasha Danvers – Rang sieben im ersten Halbfinale und damit ausgeschieden

25. August 2003, 20:05 Uhr
| Platz | Name                           | Nation         | Zeit (s) |
| ----- | ------------------------------ | -------------- | -------- |
| 1     | Jana Pittman                   | Australien     | 53,77    |
| 2     | Sandra Glover                  | USA            | 53,90    |
| 3     | Tetjana Tereschtschuk-Antipowa | Ukraine        | 54,26    |
| 4     | Heike Meißner                  | Deutschland    | 55,00    |
| 5     | Natalya Torshina               | Kasachstan     | 55,24    |
| 6     | Joanna Hayes                   | USA            | 55,35    |
| 7     | Tasha Danvers                  | Großbritannien | 55,48    |
| 8     | Cora Olivero                   | Spanien        | 55,82    |

### Halbfinallauf 2

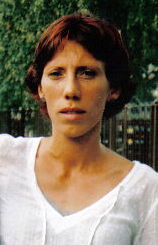
Malgorzata Pskit reichte es bis ins Halbfinale, wo sie als Siebte ihres Rennens scheiterte

25. August 2003, 20:12 Uhr
| Platz | Name                | Nation      | Zeit (s) |
| ----- | ------------------- | ----------- | -------- |
| 1     | Julija Petschonkina | Russland    | 53,57    |
| 2     | Ionela Târlea       | Rumänien    | 54,84    |
| 3     | Surita Febbraio     | Südafrika   | 55,18    |
| 4     | Andrea Blackett     | Barbados    | 55,33    |
| 5     | Stephanie Kampf     | Deutschland | 55,35    |
| 6     | Allison Beckford    | Jamaika     | 55,76    |
| 7     | Małgorzata Pskit    | Polen       | 56,21    |
| DNF   | Raasin McIntosh     | USA         |          |

## Finale
28. August 2003, 22:00 Uhr
| Platz | Name                           | Nation      | Zeit (s) |
| ----- | ------------------------------ | ----------- | -------- |
| 1     | Jana Pittman                   | Australien  | 53,22    |
| 2     | Sandra Glover                  | USA         | 53,65    |
| 3     | Julija Petschonkina            | Russland    | 53,71    |
| 4     | Ionela Târlea                  | Rumänien    | 54,41    |
| 5     | Tetjana Tereschtschuk-Antipowa | Ukraine     | 54,69    |
| 6     | Andrea Blackett                | Barbados    | 54,79    |
| 7     | Heike Meißner                  | Deutschland | 55,60    |
| 8     | Surita Febbraio                | Südafrika   | 55,90    |

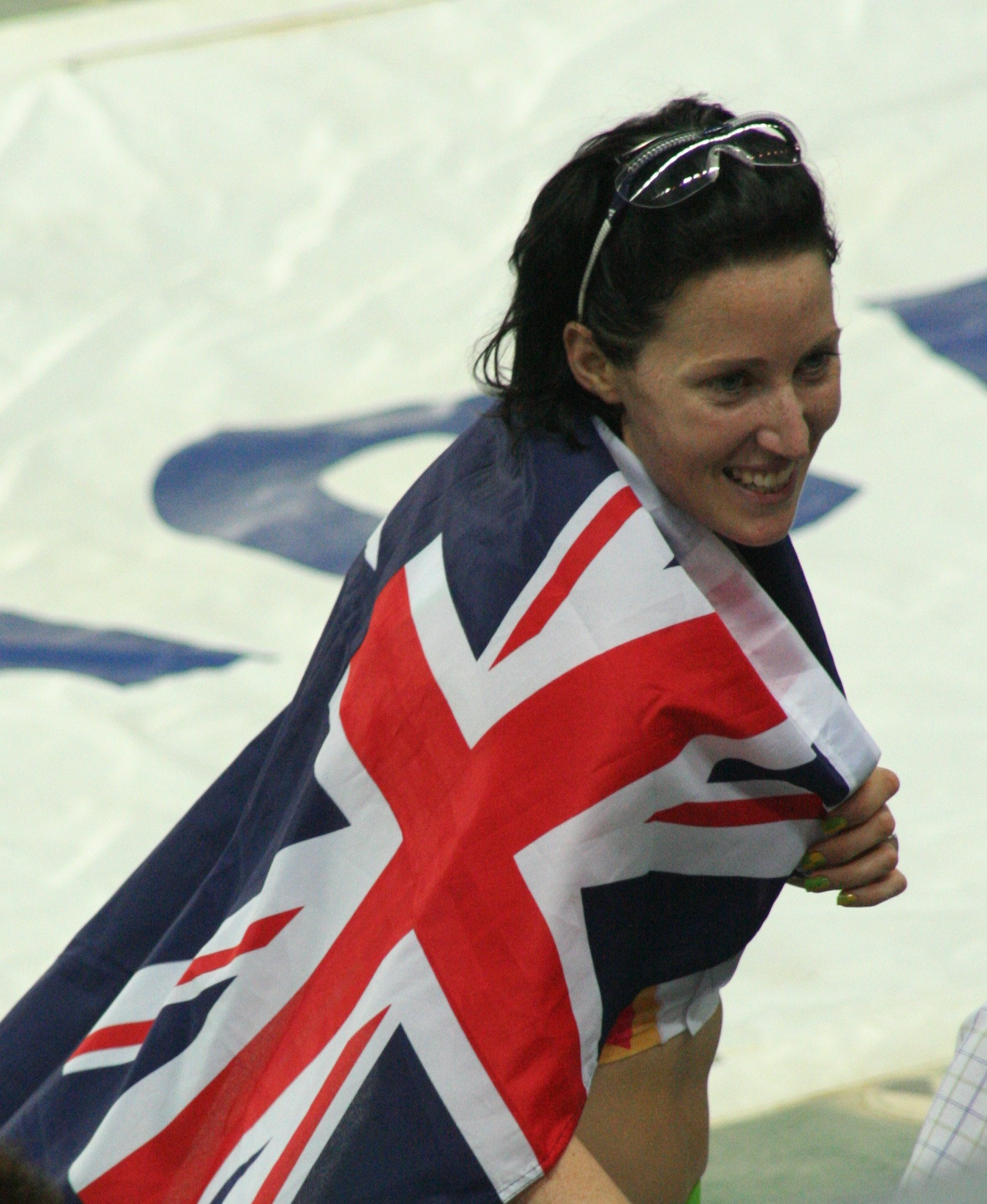
Weltmeisterin Jana Pittman, später auch Jana Pittman-Rawlinson

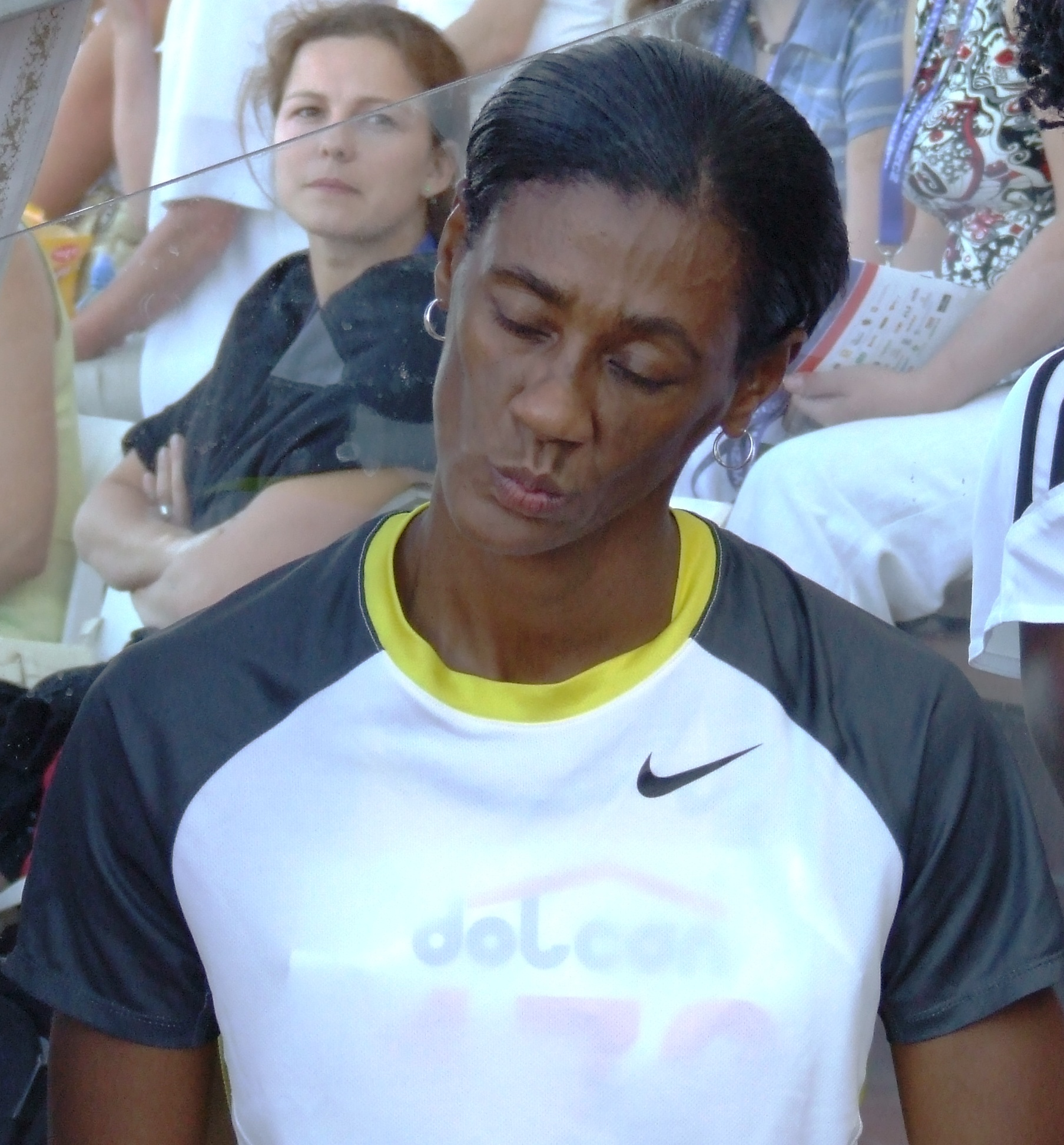
Vizeweltmeisterin Sandra Glover durfte hier starten, obwohl sie zwei Monate zuvor positiv auf Modafinil getestet worden war
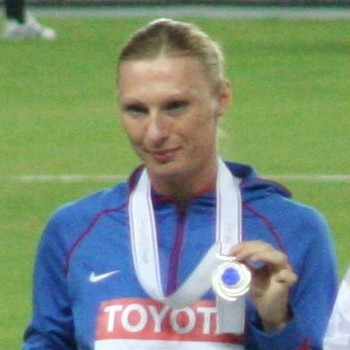
Julija Petschonkina, 2001 Vizeweltmeisterin und seit knapp drei Wochen Weltrekordinhaberin, gewann Bronze
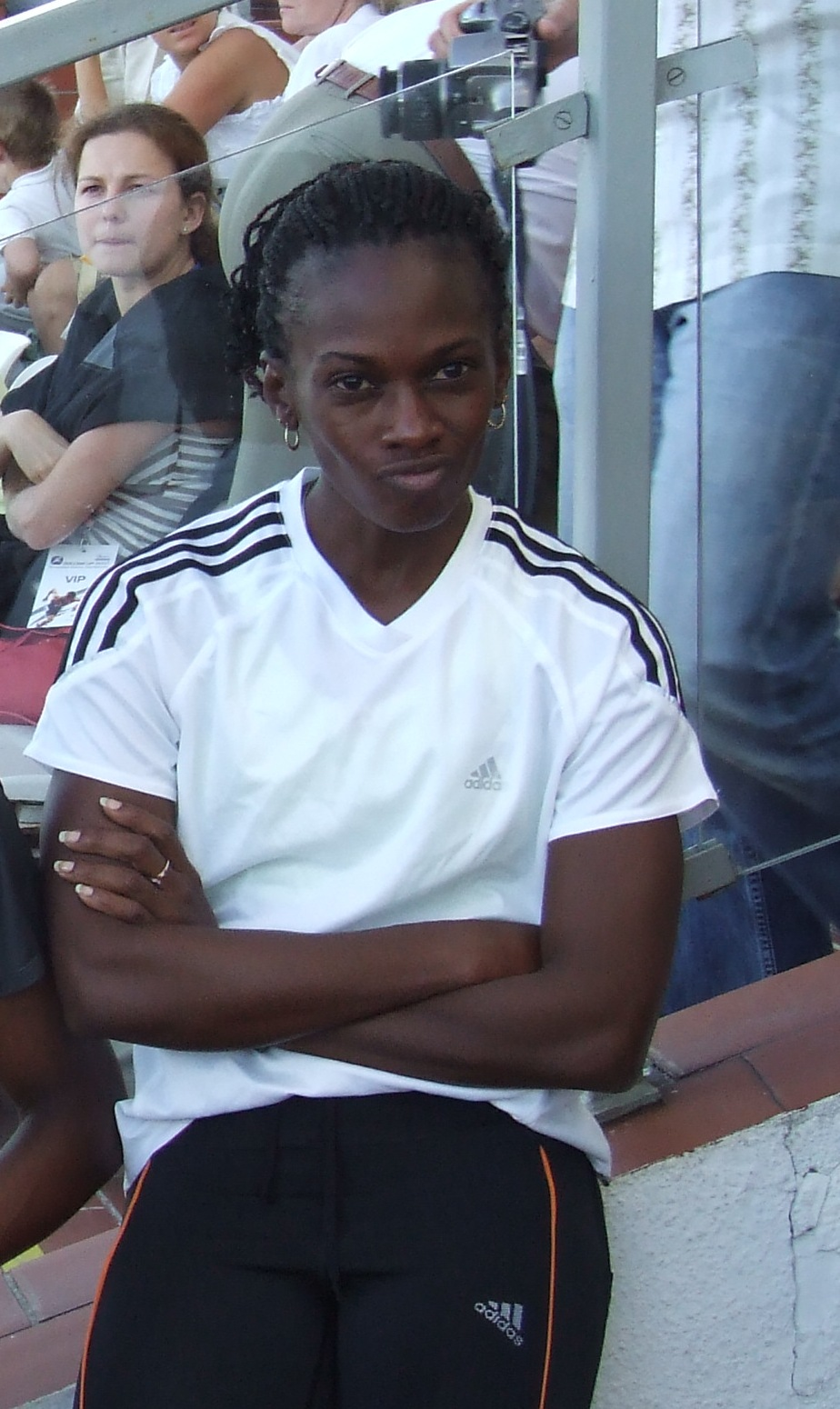
Andrea Blackett erreichte Platz sechs